# Peter Fitzek
Peter Fitzek (* 12. August 1965 in Halle (Saale)) ist ein deutscher Extremist aus dem Umfeld der Reichsbürgerbewegung. Er selbst bestreitet, Teil der Reichsbürgerbewegung zu sein. Er ist das selbsternannte Oberhaupt eines von ihm in der Lutherstadt Wittenberg gegründeten Fantasiestaates, den er „Königreich Deutschland“ nennt. Fitzek betrieb zudem ohne Erlaubnis der Bundesanstalt für Finanzdienstleistungsaufsicht (BaFin) über mehrere Jahre hinweg eine eigene Bank und mehrere Versicherungen.
Im Mai 2025 wurde gegen das „Königreich Deutschland“ ein Vereinsverbot erlassen und Fitzek unter anderem als mutmaßlicher Rädelsführer einer kriminellen Vereinigung festgenommen.
Wegen seiner Aktivitäten wird Fitzek vom Verfassungsschutz Sachsen-Anhalt beobachtet. Ab dem 8. Juni 2016 befand sich Fitzek, insbesondere wegen des Vorwurfs schwerer Untreue, in Untersuchungshaft, aus der er im April 2018 entlassen wurde, nachdem der Bundesgerichtshof eine Verurteilung durch das Landgericht Halle zu einer Freiheitsstrafe von drei Jahren und acht Monaten aufgehoben und zur erneuten Verhandlung zurückverwiesen hatte. Das Verfahren wurde daraufhin durch das Landgericht Halle am 29. November 2018 nach einem Antrag der Staatsanwaltschaft Halle eingestellt. Seit September 2018 ist eine anderweitige Verurteilung zu einer Freiheitsstrafe von 2 Jahren und 6 Monaten unter anderem wegen unzulässiger Versicherungsgeschäfte rechtskräftig; die Strafe wurde seit Ende Oktober 2018 vollstreckt. Im Februar 2019 wurde Fitzek vorzeitig aus der Haft entlassen, da die Untersuchungshaft während des Verfahrens vor dem Landgericht Halle auf die Haftzeit angerechnet wurde.

## Leben
Fitzek absolvierte eine Ausbildung zum Koch, später arbeitete er als Küchenleiter, Karatelehrer und Videothekar. Er kandidierte 2008 bei der Wahl zum Oberbürgermeister der Lutherstadt Wittenberg und erhielt 0,7 % der Stimmen. Bei der Bundestagswahl 2009 kandidierte Fitzek als unabhängiger Direktkandidat im Wahlkreis Dessau – Wittenberg für den Deutschen Bundestag. Dabei erhielt er ebenfalls 0,7 % der Stimmen. Fitzek war Anfang der 1990er Jahre verheiratet. Aus dieser Ehe gingen zwei Kinder hervor.

## „Verein NeuDeutschland“ und „Königreich Deutschland“

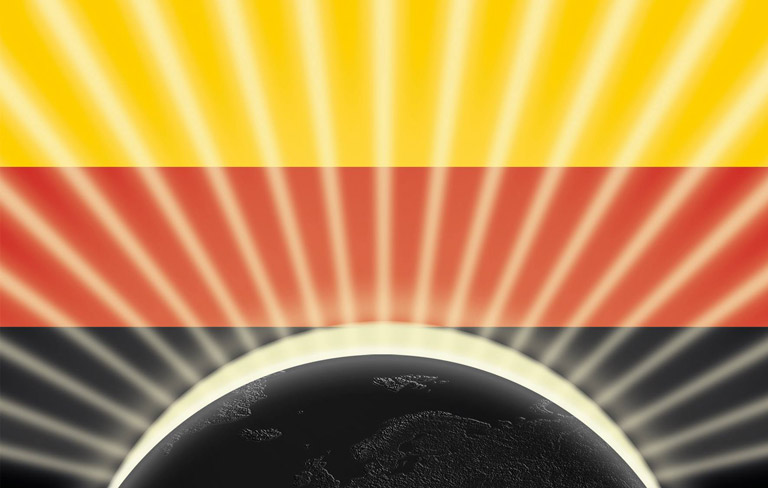
Flagge des „Königreichs Deutschland“: Umgekehrte Reihenfolge der Farben Schwarz, Rot und Gold mit 21 Strahlen, die von unten nach oben deuten.

Fitzek behauptet, derzeit „nicht als natürliche Person ausgewiesen“ zu sein. Auf dieser Grundlage erhob er den Anspruch, einen eigenen Staat innerhalb der Bundesrepublik Deutschland errichten zu können, wozu er am 13. Juli 2009 in Wittenberg den Verein „NeuDeutschland“ gründete.

### Verein „NeuDeutschland“
Ziel des Vereins sind die Herstellung Deutschlands in den Grenzen vom 31. Dezember 1937 und die Schaffung einer neuen Verfassung. Das Grundgesetz wird als „besatzungsrechtliches Instrument“ abgelehnt, die staatliche Souveränität der Bundesrepublik Deutschland nicht anerkannt. Zunächst sollten dafür so viele Mitglieder gewonnen werden, dass der Verein als Körperschaft des öffentlichen Rechts anerkannt wird. In der Vorstellung Fitzeks wäre es daraufhin möglich, eigene Gesetze zu beschließen, Ämter zu vergeben und eigene Steuern zu erheben. Der Verfassungsentwurf sah für „NeuDeutschland“ eine neue Staatsform vor, die eine „direkte aufsteigende Demokratie in der Organisationsform einer Räterepublik mit einer konstitutionellen Monarchie“ verbinden sollte. Nachdem der Plan zur Gründung einer eigenen Körperschaft des öffentlichen Rechts aufgrund des geringen Zuspruchs aufgegeben worden war, wurde die angestrebte Staatsform in eine „lupenreine Monarchie“ umgewandelt.

### Lichtzentrum Wittenberg
Wie ein solcher Staat aufgebaut werden soll und wie er angeblich funktionieren kann, wurde in entsprechenden Seminaren im von Fitzek dafür gegründeten Lichtzentrum Wittenberg behandelt und in Form eines Verfassungsentwurfs, einer Grundsatzerklärung und weiterer Texte festgehalten. Im Lichtzentrum wurden esoterische und braunesoterische Themen in Tages- und Wochenendseminaren angeboten. Themen von Seminaren waren beispielsweise „Wie schafft man einen neuen Staat?“ und „Ausbildung zum Neudeutschen Staatsbeamten und zum internationalen Amtsträger“ sowie gesundheitliche Themen. Teil des Zentrums war ein kleiner Verlag, der unter anderem Eigenpublikationen von Fitzek verlegt. Des Weiteren war dem Lichtzentrum der Laden „Engelswelten“ angegliedert, der esoterische Produkte vertreibt.

### Engelgeld
Der Verein NeuDeutschland gab das „Engelgeld“ heraus, eine Art vereinsinterner Währung, in Anlehnung an existierende Regionalwährungen.
Die Bezeichnung „Engel“ ist ein Backronym, das unter anderem für
- „Ein Neues Geld Erweckt Liebe“,[24]
- „Ein Neues Geld Erzeugt Leistungsbereitschaft“[25] und
- „Ein Neues Geld Erschafft Leihmöglichkeiten“[26]

steht. Jede Banknote hat einen anderen Schriftzug.
Dieser Verein war zudem Anbieter von privaten Schildern, die als Autokennzeichen verwendet werden sollen. Der suggerierte Nutzen, keine Kfz-Steuer mehr zahlen zu müssen, steht im Gegensatz zur geltenden Rechtsordnung. Der Aufbau der „Neuen Deutschen Garde“, in der sich ehemalige Kampfsportler organisierten, sollte perspektivisch die Polizei ersetzen. Peter Fitzek ist zudem Vorsitzender des „Ganzheitliche Wege e. V.“

### Krankenkasse
Fitzeks Versuch, eine eigene Krankenkasse, die NeuDeutsche Gesundheitskasse (NDGK, vormals Der Gesundheitsfonds) zu etablieren, wurde von der Bundesanstalt für Finanzdienstleistungsaufsicht (BaFin) am 1. Dezember 2010 unterbunden. Die Abwicklung der betriebenen Geschäfte und die Auflösung der bestehenden Verträge wurde angeordnet. Seitdem wurde die NDGK, deren Vorsitzender Fitzek war, nicht als eine der Versicherungsaufsicht unterliegende Krankenversicherung, sondern lediglich als Unterstützerkasse betrieben. Diese wurde im März 2012 ebenfalls durch die BaFin untersagt. Die Mitgliedschaft in dieser kurzzeitig existierenden Krankenkasse wurde nach gesundheitlichen Ausschlusskriterien vorgenommen. Im Leistungsumfang waren der Besuch ausgewählter Heilpraktiker und Gesundheitsschulungen vorgesehen. Außerdem war geplant, die freie Auswahl eines Arztes oder Heilpraktikers einzuschränken, indem eine Liste von Ärzten und Heilpraktikern erstellt werden sollte, die im Sinne der NDGK und damit Fitzeks Vorstellungen von Gesundheit arbeiten.

### Königreich Deutschland
Die Gruppierung um Fitzek mietete zudem am Stadtrand von Wittenberg ein neun Hektar großes Gelände an, auf dem sich ein ehemaliges Krankenhaus befindet. Am 16. September 2012 rief er die Gründung des „Königreiches Deutschland“ aus und ließ sich vor rund 600 Anhängern als „Oberster Souverän“ einsetzen. Neben dem Betrieb des Krankenhauses waren dort auch der Bau eines Kindergartens, einer Privatschule sowie einer Universität geplant. Das Krankenhausgelände wurde am 15. Mai 2017 durch Polizeikräfte zwangsgeräumt. In Ulm (an der Donau) eröffnete die Gruppierung im September 2020 eine Bankfiliale namens „Gemeinwohlkasse“ (GK). Die Bundesanstalt für Finanzdienstleistungsaufsicht (BaFin) hat der GK am 22. März 2021 das Einlagengeschäft untersagt.
Am 13. Mai 2025 wurde gegen die Gruppierung ein Vereinsverbot von Bundesinnenministerium bekanntgemacht. Am selben Tag ließ die Bundesanwaltschaft vier Personen – darunter Fitzek – insbesondere als mutmaßliche Rädelsführer einer kriminellen Vereinigung festnehmen.

### Kooperation mit „Querdenken 711“
Im November 2020 lud Michael Ballweg, der Gründer und Hauptaktivist der pandemieschutzkritischen Gruppe Querdenken 711 rund 100 Aktivisten zu einem gemeinsamen Strategietreffen mit Fitzek in dem vom Thüringer Verfassungsschutz beobachteten Restaurant „Hacienda Mexicana“ in Saalfeld-Wöhlsdorf ein. Das Restaurant wird einem Mitglied des KRD zugeordnet; es sei „kein öffentlicher Gastronomiebetrieb, Zutritt nur für Staatsangehörige und Zugehörige des Königreichs Deutschland“. Im September 2019 führte die Partei Alternative für Deutschland (AfD) dort eine Veranstaltung mit Bundestagsfraktionschefin Alice Weidel durch.
Ballweg wies die Eingeladenen zuvor ausdrücklich auf den konspirativen Charakter des Treffens hin. In der Einladung kündigte er an, man wolle sich „nach neuen Möglichkeiten und anderen Strategien umsehen“, und man habe nun „einen Lichtblick gefunden“. Mit diesem Lichtblick war Peter Fitzek gemeint. Das Treffen wurde bekannt, weil die Polizei einen Hinweis bekommen hatte, dort würde eine Veranstaltung stattfinden und die Corona-Auflagen missachtet. Die Beamten notierten daraufhin die Personalien von etwa 80 Teilnehmern und lösten die Veranstaltung auf.

## Auseinandersetzungen mit Verwaltungsbehörden und Strafverfahren
Wegen Nutzung eines amtlich nicht zugelassenen Kennzeichens wurde Fitzek im April 2011 vom Landgericht Dessau zu 150 Tagessätzen à zwölf Euro verurteilt. Das Nummernschild sei dazu geeignet, den Anschein eines amtlichen Kennzeichens zu erwecken, hieß es in der Urteilsbegründung. In zweiter Instanz wurde er vom Vorwurf der Urkundenfälschung freigesprochen: Das Kennzeichen sei nicht verwechselbar mit einem amtlichen Kennzeichen.
Fitzek hatte im Wittenberger Rathaus Hausverbot. Er hatte versucht, eine der dortigen Mitarbeiterinnen „festzunehmen“, und sie dabei am Arm verletzt. Fitzek wurde daraufhin vom Amtsgericht Wittenberg der vorsätzlichen Körperverletzung für schuldig befunden. Während der Urteilsverkündung kam es zur Eskalation, als Unterstützer Fitzeks aus dem Publikum versuchten, den Richter „festzunehmen“.
Auch in der Friedrich-Engels-Grundschule in Wittenberg hat Fitzek Hausverbot. Er hatte sich eine Rangelei mit zwei anwesenden Lehrerinnen geleistet. Grund dafür war ein nach Ansicht Fitzeks unangemessener Sexualkundeunterricht. Infolge dieser Auseinandersetzung wurde die Polizei hinzugezogen.
Wegen vermeintlicher oder tatsächlicher Versicherungs- sowie Bankgeschäfte gibt es Untersagungen durch die Bundesanstalt für Finanzdienstleistungsaufsicht.
Am 17. Oktober 2013 wurde Fitzek vom Amtsgericht Neustadt am Rübenberge wegen vorsätzlichen Fahrens ohne Fahrerlaubnis und angesichts von 31 Eintragungen im Bundeszentral- und Verkehrsregister – unter anderem wegen verschiedener Verkehrsdelikte, gefährlicher Körperverletzung und Urkundenunterdrückung – zu drei Monaten Haft ohne Bewährung verurteilt. Der Richter sah Fitzek als „notorischen Verkehrssünder“ und attestierte ihm die Regentschaft in einer „Fantasiewelt mit abstrusen politischen Vorstellungen“.  Das Landgericht Hannover, bei dem Fitzek Rechtsmittel gegen das Urteil eingelegt hatte, stellte das Verfahren später ein.
Am 25. April 2013 durchsuchten Polizeibeamte auf Antrag der Finanzaufsicht BaFin alle zu NeuDeutschland gehörenden Wohn- und Gewerbeobjekte. Grund war der Verdacht auf unerlaubte Bank- und Versicherungsgeschäfte. Am 26. März 2014 durchsuchten Polizeibeamte wiederum diese Objekte, es sollten offene Forderungen vollstreckt werden. Im November 2014 wurde Fitzek vor dem Amtsgericht Dessau-Roßlau wegen Verstoßes gegen das Versicherungsaufsichtsgesetz angeklagt. Anfang 2015 wurde er zu einer Geldstrafe von 4.200 Euro verurteilt. Fitzek kündigte an, seine nicht zugelassene „Gesundheitskasse“ weiterzuführen und Schadensersatzklagen gegen die Bundesrepublik Deutschland führen zu wollen.
Am 25. Februar 2016 wurde Fitzek vom Amtsgericht Wittenberg wegen Fahrens ohne Fahrerlaubnis zu einer Freiheitsstrafe von sieben Monaten ohne Bewährung verurteilt. Das Amtsgericht Hof verurteilte Fitzek im März 2016 wegen des gleichen Vergehens ebenfalls zu fünf Monaten Haft. Beide Urteile sind bislang nicht rechtskräftig. Ein Berufungsverfahren vor dem Landgericht Dessau-Roßlau war im August 2019 nicht zustande gekommen, weil Fitzek ohne Rechtsbeistand im Gericht erschienen war. Ein weiteres folgte im November.
Am 5. April 2016 wurde er vom Amtsgericht Dessau wegen mehrfachen Fahrens ohne gültige Fahrerlaubnis zu einem Jahr und drei Monaten Freiheitsstrafe verurteilt. Die Strafe wurde nicht zur Bewährung ausgesetzt. Fitzek hat Berufung gegen das Urteil eingelegt.
Am 7. Juni 2016 wurde gegen Peter Fitzek seitens des Landgerichts Halle wegen Fluchtgefahr ein Untersuchungshaftbefehl erlassen, der am folgenden Tag vollstreckt wurde. Grundlage für diesen waren mehrere Fälle von Wirtschaftsstraftaten, insbesondere von 27 Fällen von schwerer Untreue mit einem Gesamtschaden von mehr als 1,3 Mio. Euro. Aufgrund der zu erwartenden Strafe wurde er festgenommen und in die Untersuchungshaft gebracht. Am 15. März 2017 verurteilte das LG Halle Fitzek zu einer Gesamtfreiheitsstrafe von 3 Jahren und 8 Monaten wegen des unerlaubten Betreibens von Bankgeschäften sowie Untreue; das Urteil wurde vom Bundesgerichtshof am 26. April 2018 aufgehoben und die Sache zur erneuten Verhandlung an eine andere Kammer des LG Halle zurückverwiesen. Daraufhin wurde Fitzek aus der Untersuchungshaft entlassen, weil deren weitere Vollstreckung unverhältnismäßig sei.
Am 13. März 2017 verurteilte ihn das Amtsgericht Wittenberg wegen Fahrens ohne Fahrerlaubnis in 27 Fällen und Beleidigung in 2 Fällen zu einer Gesamtfreiheitsstrafe von 2 Jahren und acht Monaten. Das Urteil ist nicht rechtskräftig.
In einem Berufungsverfahren wurde Fitzek durch das Landgericht Dessau im August 2017 wegen illegaler Geschäfte mit der „NeuDeutschen Gesundheitskasse“ und zwei Fällen von Fahren ohne Fahrerlaubnis zu einer Haftstrafe von 2 Jahren und 6 Monaten verurteilt. Eine gegen dieses Urteil eingelegte Revision wurde durch das OLG Naumburg im April 2018 zurückgewiesen. Dagegen wendete sich Fitzek mit einer erfolgreichen Anhörungsrüge, die zu einer erneuten Zurückweisung der Revision am 5. September 2018 führte. Die Strafe wurde seit Ende Oktober 2018 vollstreckt; aufgrund der Anrechnung der Untersuchungshaft nach der Beendigung des Verfahrens wegen des unerlaubten Betreibens von Bankgeschäften sowie Untreue ist Fitzek im Februar 2019 aus der Haft entlassen worden. Im April verkündete er, wieder ins Bankgeschäft einsteigen zu wollen.
Am 5. Juli 2019 wurde Fitzek vom Landgericht Hof in einem Berufungsverfahren zu einer Freiheitsstrafe von 5 Monaten wegen Fahrens ohne Fahrerlaubnis verurteilt, die in einer Gesamtstrafe wegen weiterer Verfahren vor dem Landgericht Dessau wegen illegaler Versicherungsgeschäfte und Fahrens ohne Fahrerlaubnis von insgesamt 2 Jahren und 6 Monaten aufgehen.
Am 23. Februar 2023 ordnete die BaFin die Schließung der „Repräsentanzen“ der „Gemeinwohlkasse“ in Wittenberg, Dresden und Menden an und ließ die Geschäftsräume versiegeln. Fitzek betrieb ohne Erlaubnis für Einlagegeschäfte Geldgeschäfte unter der Bezeichnung „Gemeinwohlkasse“ und ohne Erlaubnis für Versichungsgeschäfte eine Krankenversicherung unter der Firmierung „Deutsche Heilfürsorge“. Nachdem diese Gemeinwohlkasse mutmaßlich weiterbetrieben wurde, gab es am 29. November 2023 eine Razzia in zehn Objekten, die Fitzek und seinen Anhängern zuzuordnen sind. Ziel war es, „die mutmaßlich unerlaubt betriebenen Finanzgeschäfte des sogenannten Königreichs Deutschland“ zu unterbinden.
Das Amtsgericht Wittenberg verurteilte Fitzek am 13. Juli 2023 wegen vorsätzlicher Körperverletzung und Beleidigung zu einer Haftstrafe von acht Monaten ohne Bewährung. Fitzek hatte im vergangenen Jahr in einem Dienstgebäude des Landkreises Wittenberg eine Frau während eines Streits gegen eine Tür gestoßen und mit dem Fuß nach ihr getreten. Zwei Angehörige der Bundeswehr, die Hilfe leisten wollten, wurden von Fitzek beleidigt. Aufgrund seiner zahlreichen Vorstrafen kam für das Gericht eine Bewährungsstrafe nicht mehr in Betracht. Gegen das Urteil legte er Berufung ein. Diese wurde im September 2024 als unbegründet zurückgewiesen, wogegen sich Fitzek wiederum mit der Revision wandte. Am 28. Oktober 2024 berichtete der Telegram-Kanal des „Königreichs Deutschland“, Fitzek sei vom Landgericht Dessau-Roßlau – wie von der Vorinstanz – deshalb zu 8 Monaten Haft ohne Bewährung verurteilt worden. Im März 2025 verwarf das Oberlandesgericht Naumburg in Sachsen-Anhalt die Revision Fitzeks gegen das Urteil vom Juli 2023, welches damit rechtskräftig ist.
Die Bundesfinanzaufsicht hat dem Fitzek-Anhänger Marco Ginzel am 29. November 2023 untersagt, das von Peter Fitzek ohne Erlaubnis betriebene Einlagen- und Versicherungsgeschäft weiter anzubahnen, abzuschließen und abzuwickeln. Sie hat über die von Ginzel für Fitzek genutzten Bankkonten Verfügungsverbote verhängt.
Am 13. Mai 2025 wurde Fitzek wegen der Gründung einer kriminellen Vereinigung in Untersuchungshaft genommen.

## Rezeption
Die Aktivitäten Fitzeks werden von den Verfassungsschutzbehörden in Sachsen-Anhalt und Brandenburg beobachtet und als verfassungsfeindlich eingestuft.
Zudem wird der antisemitische Grundgehalt der von Fitzek propagierten gesundheitlichen Auffassungen hervorgehoben. Teilweise äußerte sich Fitzek auch dezidiert antisemitisch, indem er z. B. einem ehemaligen Anhänger gegenüber das rassistische Stereotyp einer angeblich speziellen Nasenform der Juden bemühte und seine Regionalwährung mit antisemitisch konnotierter Zinskritik begründete.
Als „Guru“ betreibe er zudem einen Personenkult.
Zu den Unterstützern von Fitzek gehört laut Publikative.org unter anderem der Verschwörungstheoretiker Jo Conrad.
Im November 2017 bekam Fitzek den Negativpreis Goldenes Brett vorm Kopf für den größten pseudowissenschaftlichen Unfug des Jahres.
In Rutenberg formierte sich Anfang 2023 ein Bürgerbündnis gegen mögliche Versuche von Fitzek und seinen Anhängern, sich im Ort anzusiedeln. Das Bündnis wurde dafür im Mai 2024 vom Bundesinnenministerium ausgezeichnet.